# Otto Nobis
Otto Nobis (* 1. Mai 1914 in Zipf, Gemeinde Neukirchen an der Vöckla; † 24. März 2000 in Wien) war ein österreichischer Architekt.

## Leben
Otto Nobis studierte bis 1941 Architektur an der TU Wien und arbeitete bis 1945 im Architekturbüro Siegfried Theiss. Danach war ein in einer Bürogemeinschaft mit Alfred Dreier in Wien, wo er für den Wiederaufbau und für einige Gemeindebauten der Stadt Wien tätig war.
Sein Grab befindet sich am Friedhof Schwechat.

## Realisierungen

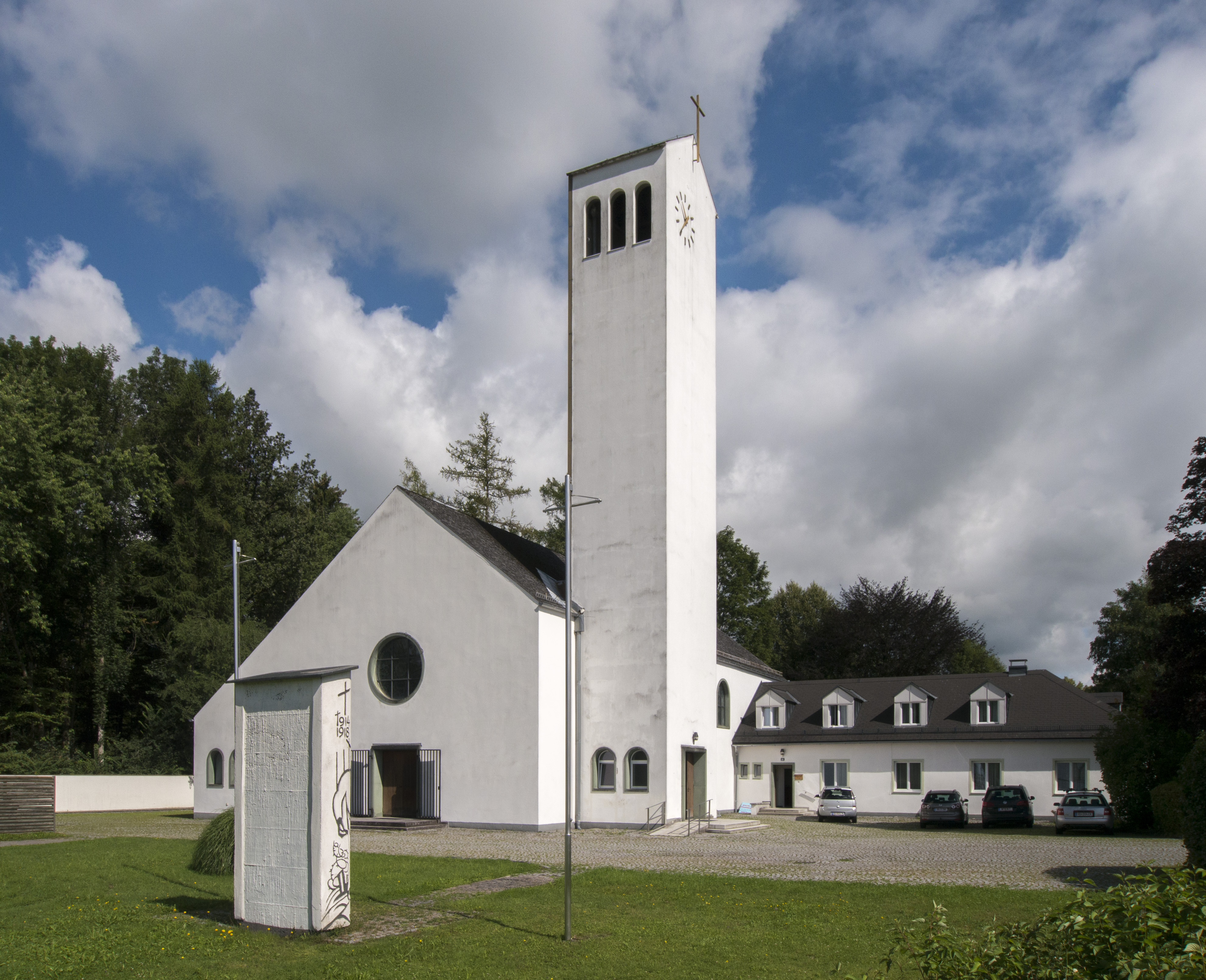
Pfarrkirche Zipf (1955)

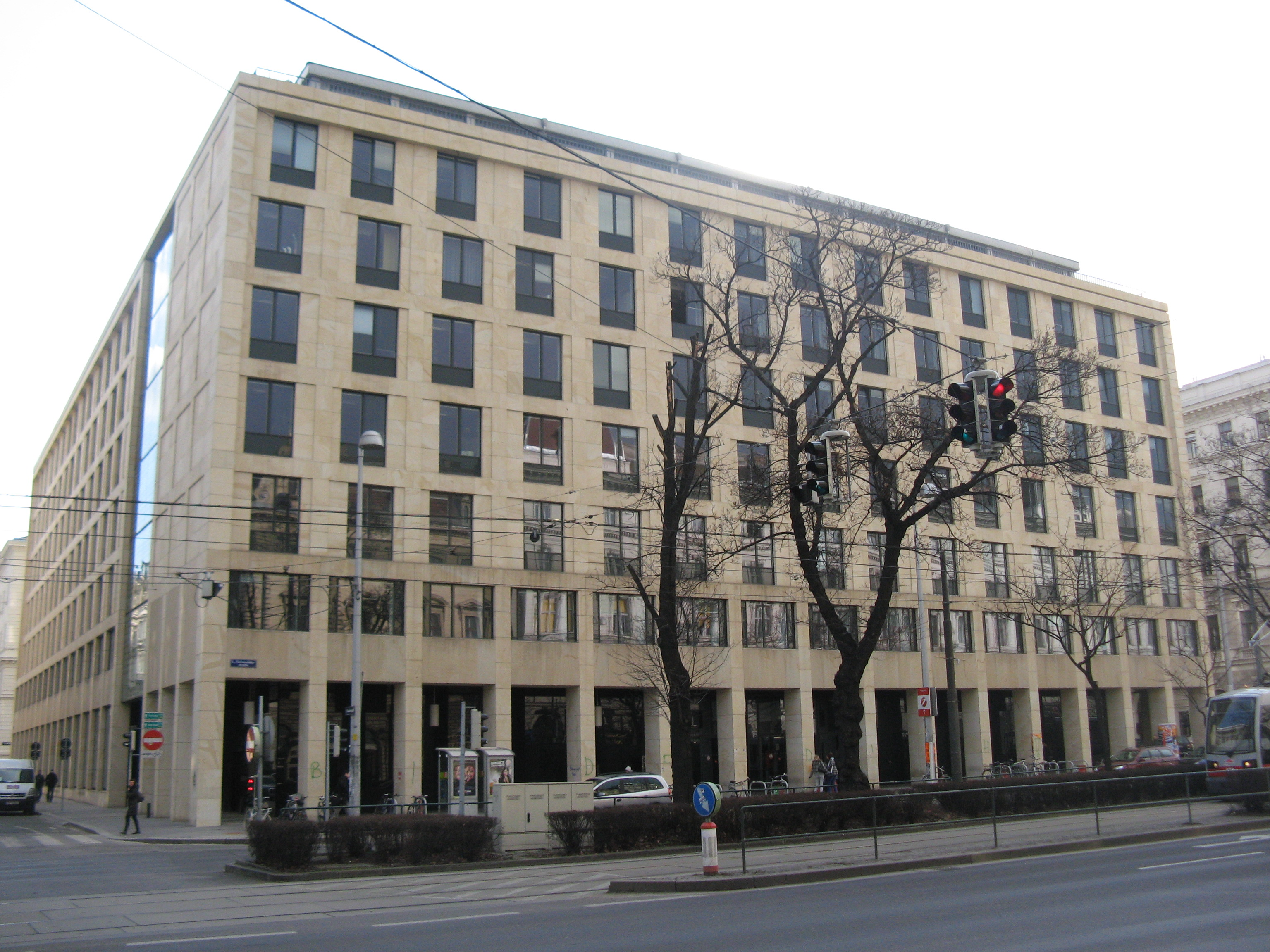
Neues Institutsgebäude Universität Wien (1962)

- 1949–1953 Erweiterung des Heeresgeschichtlichen Museums
- 1953–1955 Pfarrkirche Zipf bei Vöcklamarkt, Oberösterreich
- 1957–1959 Chopinhof (mit Alfred Dreier)
- 1960 Kapelle im Haus der Barmherzigkeit
- 1962 Neues Institutsgebäude der Universität Wien
- 1969–1971 Per-Albin-Hansson-Siedlung (mit Josef Wenz, Hannes Lintl, Franz Wosatka, Anton Siegl, Anny Beranek)
- 1971–1972 Neues Allgemeines Krankenhaus (mit Wolfgang Bauer, Felix Kässens, Georg Köhler, Hannes Lintl, Georg Lippert, Alexander Marchart, Otto Mayr, Roland Moebius)
- 1972–1974 Pensionistenheim Haus Penzing (Pensionistenheim), Dreyhausenstraße 29, 1140 Wien
- 1972–1974 Kirche Maria Namen (Wien), Hasnerstraße 11, 1160 Wien
- 1988 HTL Mössingerstraße, Klagenfurt (mit Manfred Nehrer, Reinhard Medek und Raoul Lavaulx)